# Джинси

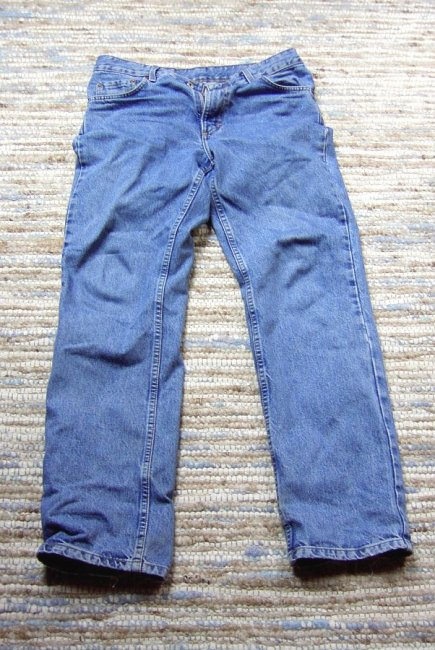
Джинси

Джи́нси (англ. jeans МФА: [d͡ʒinz] джі́нз) — штани, традиційно пошиті з цупкої бавовняної тканини (деніму), але також можуть бути виготовлені з будь-якої рубчатої тканини, наприклад, вельвету. Тепер модні також так звані стрейчі, тобто джинси, виготовлені з тканини, у якій, крім бавовняної нитки, ще є еластична нитка, яка дозволяє джинсам легко розтягуватись.
Джинси, які виникли як робочий одяг, у 1950-х роках стали дуже популярними в підлітків. Історичними брендами є Levi's і Wrangler. Сьогодні джинси є дуже популярним повсякденним одягом різноманітних стилів і кольорів, поширеним у всьому світі.
Тепер можна говорити про джинсовий одяг, бо з джинсової тканини (часто називають джинс) шиють не тільки джинси, а й штани на шлейках з нагрудним клапаном, різноманітні джинсові куртки.

## Попередники
Найбільш раннім попередником джинсів був цупкий бавовняний одяг, імпортований з Індії в 16 столітті, так званий дангарі (англ. dungaree). Пофарбований індиго цей одяг постачався з Форту Дангарі поблизу Мумбаї. Моряки підрізали і підганяли його на себе.
Джинси вперше були виготовлені в Генуї (Італія), коли місто було незалежною республікою і морською потугою. Початково виготовлені для генуезьких військово-морських сил, як штани, які відповідали вимогам універсальності: попри те, що вони могли бути мокрими і сухими, були зносостійкими і штанини їх легко закочувалися, щоб зручно було драїти палубу.

## Історія виникнення
Історія джинсів розпочалася, коли 24-річний єврейський емігрант з Баварії Леві Стросс (Levi Strauss) заснував у Сан-Франциско, Каліфорнія, майстерню з пошиву штанів для гірників та золотошукачів.

### Штани з наметової тканини
Перші джинси Леві Страус пошив у 1853 році після того, як один із золотошукачів поскаржився йому, що золото знайти значно легше, ніж пару міцних та зручних штанів. Перші джинси нагадували комбінезон і були скроєні з коричневої тканини, призначеної для наметів і тентів.

### Назва
У ті часи тканини, що використовували для пошиву цих легендарних штанів, відправлялися з італійського порту Генуя, і на тюках ставили штамп місця відправлення «Genes». Американці — отримувачі читали штамп на свій манер — «Джинс». Але свою сучасну назву джинси отримали лише в середині XX століття, а до тих пір їх називали «комбінезон без верхньої частини».

### Болти

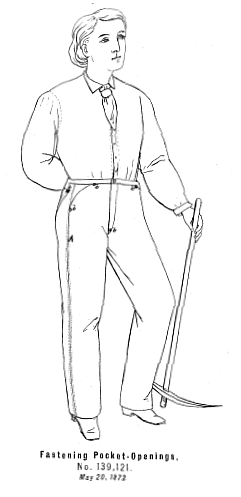
«Удосконалене кріплення відкривання кишень». Патент № 139,121. 20 травня 1873 р.

Джинси «на болтах», винайшов уродженець Риги, тоді з Російської імперії, Джейкоб Девіс (Jacob Davis). Мало хто знає, чому вийшло так, що він подарував свою геніальну ідею Леві Штраусу, але з того часу і до самого кінця життя Девіс працював у компанії заснованої Леві Строссом, де зробив мільйонний статок, а його діло у компанії Levi Strauss & Co продовжив син, Саймон Девіс (Simon Davis).
У 1873 році Леві Штраус і кравець із Невади Якоб Девіс офіційно патентують своє виробництво (патент № 139.121 від Бюро патентів і торговельних марок США на виробництво «робочих комбінезонів без бретелей з кишенями для ножа, грошей і годинника»).

### Матеріал
Коли у Страусса закінчилися запаси наметового брезенту, він закупив щільну саржу в Нимі, Франція. Звідси пішла назва тканини denim (de Nimes — з Ниму).

### Синій колір
У 1867 році корабель, на якому перебувала партія тканини, замовлена Леві Штраусом, потрапив у шторм. Бочки з фарбою «індиго» розбилися й кілька рулонів просочилися синьою фарбою. Однак підприємець не викинув зіпсовану тканину, а пошив з неї штани, які розійшлися моментально. Так майбутні джинси одержали свій знаменитий синій колір. Ця легенда жива дотепер, але довести, що справи склалися саме так, неможливо — архіви компанії «Levi's®» загинули під час землетрусу в 1906 році.
Саме від індиго й пішла, очевидно, назва «джинси», оскільки індиго сторіччями виробляла й розповсюджувала Генуя (її французька назва «Дженоа»).
Сьогодні, обробка джинсів не обмежується тільки синім кольором. Приклад — обробка Optic Blue — ефект потертості з використанням більше світлої колірної бази. Одержання цього ефекту відбувається за рахунок прання в першому циклі в каменях, а після цього, відбілювання пульверизацією. Витерті смужки на сідницях і стегнах виглядають дуже натурально. А потерті коліна забезпечують враження тривимірного виду штанів. Такі джинси виготовлені на основі моделей 1950-х років, коли вперше був використаний відбілюючий ефект.

### Заклепки

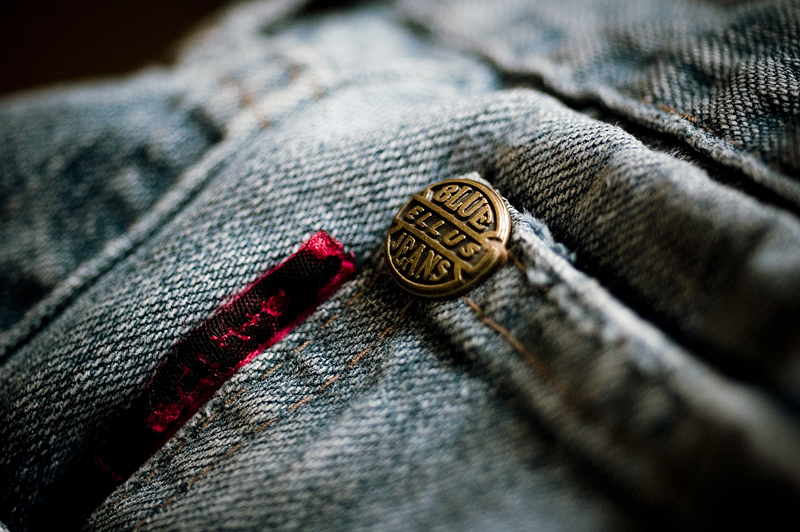
Заклепка на кишені джинсів

На той час, коли Леві Штраус уже шив перші партії джинсів, виявилася одна проблема: під вагою самородків, добутих золотошукачами, через якийсь час рвалися кишені. Вихід з положення у 1870 році знайшов Якоб Девіс, що придумав зміцнювати кишені джинсів заклепками для кріплення кінської збруї. Оригінальна ідея настільки сподобалася публіці, що Девіс запропонував використовувати заклепки на всіх джинсах, що виготовляються Штраусом. Саме так у 1873 році на світ з'явилися Оригінальні Проклепані Джинси Levi's®. Міцні, комфортні й практичні штани швидко полюбилися лісорубам, фермерам і ковбоям.
Так само з 1873 року на всіх задніх кишенях джинсів з'явилася стрічка жовтогарячою ниткою пришита у вигляді чайки, що летить.

### Числа й кишені
З 1890 року у виробництві партії джинсів почали нумерувати, починаючи із усім відомої 501-ї моделі. Тільки з 1901 року всі джинси почали шити із двома зворотними кишенями. У 1936 році на праву зворотну кишеню джинсів уперше був поміщений червоний лейбл Levi's®.

### Блискавка
У 1940 році фірму Levi Strauss очолив Волтер Хаас. При ньому були випущені «коулгерл джинз» — перші дамські джинси. Ці досить емансиповані як на той час штани вирізнялися від чоловічого варіанта лише тим, що ширінка в них була на блискавці, а не на ґудзиках. Новий президент компанії всерйоз зайнявся модифікацією найпікантнішої деталі джинсів — ширінки. Мемуари одного із друзів глави компанії оповідають, що у 1941 році на полюванні Волтеру захотілось посидіти біля багаття в джинсах улюбленої фірми. Але от невдача, розташувався він занадто близько до вогню і ґудзики на ширінці пана Хааса нагрілися. У результаті президент одержав опіки від клепок, якими ті фіксувалися на ширінці. Не дивно, що буквально наступного дня всі ґудзики з ширінок зникли. І до початку 1950-х років і чоловічі джинси почали випускати з популярною застібкою-блискавкою.

### Жакроновий патч
Зазвичай цей шкіряний (нині — жакроновий), прямокутний або квадратний патч, пришивається до заднього пояса джинсів абсолютно всіх брендів. Його прийнято називати Jacron (Жакрон), на честь того самого матеріалу з якого він найчастіше і виготовляється. Жакрон, або як його ще називають, «веганська шкіра», практично на 95 % складається з целюлози, а весь секрет жорсткості цього матеріалу полягає у невеликому вмісті латексу, який робить його не лише водостійким, але неймовірно довговічним і міцним. Традиційно на цьому патчі вказується сама назва бренду, щільність деніму, а також інша складова інформація про виріб. Понад 100 років тому компанія «Levi's» раніше виготовляла джинсові патчі не з жакрону, а зі звичайної натуральної шкіри, з метою захисту від підробок.
У 1870—1880-х роках чимало американських ринків були забиті підробками одягу, пошитого в підвалах різними мігрантами і конкурентами великих компаній. У вигляді масового продукту під чужим брендом, виробники підробок мали можливість заробляти величезні надприбутки, при цьому не розкошелюючись на податки і рекламу. Тож компанія «Levi's» підрахувала збитки від ринку підробок і вирішила виробити спеціальну нашивку, яку щільно прикріплювали до задньої частини її комбінезонів і джинсів. Ця нашивка вироблялася з натуральної шкіри, а також на ній вибивалася спеціальна торгова марка. Наприкінці 1880-х років натуральна шкіра була досить дорогим виробом, який було занадто дорого копіювати в промислових масштабах для підпільних виробників одягу. Оскільки на шкіряних патчах вибивалася спеціальна торгова запатентована марка «Levi's», то шахраї, що наживаються на інноваціях компанії Levi Strauss&Co, тривалий час не могли скопіювати її через складний заводський процес штампування унікального логотипа, для якого потрібен був спеціальний інструмент. Тому саме по шкіряній нашивці ззаду, покупці могли відразу визначити, чи є джинси Levi's справжніми. Навіть ті, хто був неграмотний або говорив іноземною мовою, легко впізнавав натуральну продукцію Levi's по знаменитій ілюстрації торгової марки «Два коні» на шкіряній нашивці ззаду. Наразі ці жакронові патчі мають лише традиційний та інформаційний характер. Вони продовжують активно пришиватися на джинси, щоб зберегти звичний віковий укріплений дизайн і яскраво рекламувати свою продукцію оточуючим. Тобто жакроновий патч, фактично, є простим ярликом на якому вказується сам бренд, інколи правила догляду за елементом одягу, склад, щільність, артикул тощо.

## У XX столітті
Спочатку це був одяг людей грубої фізичної праці, фактично явна ознака того, що той, хто їх носить, знаходиться на найнижчій соціальній сходинці. Джинси носили тільки в Каліфорнії і декількох сусідніх штатах. У США до середини 1950-х років джинси були популярні лише серед жителів західних штатів країни, велика частина американців знала про їх існування, але зовсім не прагнула їх придбати.

### 1930-ті
У 1930-ті роки джинси зробили перший крок до суспільного визнання. Це відбулося, коли компанія Levi Strauss & Co в роки Великої Депресії і масового безробіття зіткнулася з падінням попиту. Тоді було прийнято рішення спробувати продати джинси забезпеченішим верствам населення. Для цього була почата рекламна кампанія — джинси стали рекламувати ковбої, герої вестернів, які насправді джинсів не носили. В результаті джинси набули нового статусу — вони стали сприйматися, як деталь туалету мужнього і благородного чоловіка. Містяни, втім, не поспішали купувати джинси, залишаючи право носити їх сільським жителям.
У 1935 році була створена перша модель джинсів для жінок, проте вона не набула широкого поширення до Другої світової війни. З початком військових дій і масовим притоком жінок у промисловість джинси зробили наступний крок до масового визнання: вони стали одягом не тільки для чоловіків, але і для жінок, що бажали носити на роботі не тільки зручний і дешевий, але і більш-менш привабливий одяг. Джинси сприймалися як ознака свободи і незалежності, а також, як символ того, що важкі часи обов'язково минуть (малося на увазі, що як тільки війна закінчиться, американці знов почнуть носити респектабельний одяг, а не грубі парусинові штани).
Після початку Другої світової війни джинси, про існування яких знали лише американці, вийшли на міжнародну арену. Їх носили деякі військовослужбовці США і члени їх сімей, які познайомили з винаходом Страусса і Девіса іноземців. Періодично на військових базах США в Європі видавалися накази, що забороняли дружинам військовослужбовців носити джинси, щоб не ганьбити Америку перед європейцями. Проте джинси все-таки завоювали Європу. Під їх натиском лягла навіть консервативна Велика Британія. У 1946 році британська фірма M Cooper, що раніше спеціалізувалася на пошитті військової форми, стала вперше в Європі виготовляти джинси. Розповсюдженню джинсів сприяв післявоєнний дефіцит. В кінці 1940-х років британський уряд щорічно видавав кожному жителеві країни 30 купонів на покупку одягу. Костюм оцінювався у 26 купонів, костюм кочегара в 4 купони. Джинси, які сприймалися як негодящий одяг, «коштували» всього один купон.

### 1950-ті
У 1950-ті роки почалася «джинсова революція», завдяки якій джинси завоювали планету. Своїй популярності вони були зобов'язані співакам Елвісу Преслі і Джеймсу Діну та кіноакторові Марлону Брандо. Преслі, наприклад, виконав пісню «Тюремний Рок»(Jailhouse Rock). У кліпі ув'язнені були одягнені в джинсовий одяг. Кумири молоді носили джинси, виконуючи ролі борців із звичним порядком речей. Більш того, вперше джинси стали сприйматися як сексуальний одяг. У 1952 році на жіночих джинсах вперше з'явилася «блискавка» — це був наче ляпас консервативній моралі.

### 1960-ті
У 1960-ті роки джинси стали невід'ємним атрибутом нонкомформістів. У світі набрав силу рух хіппі, пацифістів, рокерів — для всіх них джинси стали своєрідною формою одягу, символом протесту. Результатом стало бурхливе зростання числа компаній, що випускають джинси і їх експансія в нові країни і регіони. У 1961 році джинси стали продавати в світовій столиці моди — Парижі. У 1967 році джинси були вперше представлені на виставці в Москві. У Радянському Союзі та країнах Східної Європи джинси теж стали ознакою вільнодумства, а також символом багатства і успіху, оскільки дістати їх було украй важко.

### 1970-ті
1970-ті роки перевели джинси на вищу сходинку соціальних сходів. Колишні бунтівники зробилися розсудливими і перетворилися на середній клас. У 1972 році вперше джинси одягли мешканці аристократичного французького курорту Сен-Тропе. Носіння джинсів набувало символічної функції — люди у віці одягали ці штани, щоб продемонструвати свою молодість, енергійність і сексуальність. У 1970-ті роки джинси привернули увагу деяких кутюрье. Американський модельєр Кельвін Кляйн одягнув у джинси супермодель Брук Шилдс. Джинсові моделі створили Dolce&Gabbana, Gavalli, Helmut Lang і інші законодавці моди.

### 1980-ті
У 1980-ті роки імідж джинсів знову змінився. Вони стали символом самолюбства і багатства. Тоді вперше з'явилися «варені» джинси і почалися експерименти з їх кольоровою гаммою. Для супербагатих людей створювалися особливі моделі, прикрашені дорогоцінним каменями. У 1980-ті роки дебютували джинсові костюми, які на короткий час стали персонами грата в ділових колах. 1990-ті роки додали джинсам солідності. Молодь 1950-х років, яка на той час була уже в літах, перенесла на джинси ностальгійні спогади про традиційні сімейні цінності, старий добрий час і втрачену молодість. Молодь поступово відійшла від сприйняття джинсів, як символу свободи — вона стала носити інші типи штанів. Джинсова індустрія світу позбулася найактивніших і численніших споживачів і опинилася в кризі. Найстаріша і найбільша джинсова компанія світу Levi Strauss&Co у 1999 році продала джинсів на $5.1 млрд — на 28 % менше, ніж в 1996 році ($7,1 млрд).

## 2000-ні
2000-ні роки поки не сформували нової джинсової ідеології. Виробники джинсів розробляють моделі, розраховані на кожен вік і смак. Деякі компанії, такі як Denim, виготовляють обмежені партії джинсів, розраховані на поціновувачів. Нині в гардеробі середньостатистичного американця сім пар джинсів. Житель США одягає джинси чотири рази на тиждень. На історичній батьківщині джинсів можна купити пару за $25 або за $200. Старі моделі, виявлені в скринях бабусь, продаються на аукціонах за сотні тисяч доларів. Зрештою, до джинсів почали ставитися так, як зазвичай ставляться до добротного, якісного, але абсолютно звичайного одягу.

## Найдорожча пара
У 1998 році з-під землі в штаті Невада робітник відкопав старі джинси. Потім, уважно розглянувши їх, подарував своєму другові, колекціонерові, а той у свою чергу віддав їх на оцінку. Виявилося, що ці джинси — найстаріші джинси у світі й вік їх — 120 років. Знайдена модель джинсів є спрощеною версією знаменитої моделі 501 і оснащена додатковою бічною кишенею, що шахтарі використовували для зберігання інструментів. Джинси були зроблені в Сан-Франциско. Коштували вони в той час близько 75 центів — дешевше, ніж більш якісна модель 501, вартість якої становила приблизно 1 долар 25 центів. У наші ж дні, ці джинси були викуплені їх же виробником на Інтернет-аукціоні за 46 тисяч 532 долара. Тепер найстарші джинси у світі виставлені у вітрині найбільшого магазина цієї фірми в Сан-Франциско. На честь їх Levi's® випустила обмеженим тиражем у 500 штук партію штанів, що повторюють цей оригінал. Штани, зроблені зі штучно зістарілої оригінальної джинсової тканини, зі швами, ґудзиками й іншими деталями, включаючи кишеньку для перочинного ножа, коштують приблизно 400 доларів США.